# پدرو خاویر گونسالس
پدرو خاویر گونسالس (اسپانیایی: Pedro Javier González‎؛ زادهٔ ۱۹۶۲) موسیقی‌دان، آهنگساز، تهیه‌کننده موسیقی و نوازندهٔ معروف گیتار اهل اسپانیا است.
شهرت او به سبب توانایی‌اش در اِعمال استاندارهای عامه‌پسند در سبکِ فلامنکو جاز است و گروهی فلامنکو به نام «آرِباتو» بنیان‌گذاری نمود.